# Bogyay Tamás
Nagymádi és várbogyai Bogyay Tamás (Kőszeg, 1909. április 9. – München, Németország, 1994. február 8.) magyar művészettörténész.

## Életpályája
A régi nemesi származású nagymádi és várbogyai Bogyay család sarja. Családjával főleg a Balaton-felvidéken (Badacsonyban) éltek. Apja, nagymádi és várbogyai Bogyay Lajos (1874-1961) katonatiszt volt, anyja, a polgári származású Pauler Katalin (1877-1964), Pauler Gyula történész lánya. Apai nagyszülei, nagymádi és várbogyai Bogyay Pongrác (1838-1917), királyi törvényszéki bíró, Zala vármegye másodalügyésze, és Strohmayer Karolin (1849-1898) voltak. Apai dédszülei nagymádi és várbogyai Bogyay Lajos (1803–1875) császári és királyi kamarás, Zala vármegye megyefőnöke 1849 és 1860 között, és nagymádi és várbogyai Bogyay Eleonóra (1808-1883) voltak.
Bogyay Tamás elemi iskolába Nagykanizsán járt, itt végezte a Piarista gimnáziumot, osztálytársa volt Fejtő Ferenc. Az Eötvös Kollégium tagjaként végzett a Pázmány Péter Tudományegyetemen, később Berlinben a Collegium Hungaricum, Rómában a Magyar Történeti Intézet ösztöndíjasa volt. 1935 és 1940 között a zalaegerszegi királyi tanfelügyelőségen dolgozott segédfogalmazó-gyakornokként, 1940-től 1945-ig a Vallás és Közoktatási Minisztérium tisztviselője volt. Feleségével, Halliárszky Mimivel 1945 elején a budapesti Szépművészeti Múzeum műtárgyszállítmány egyik kísérőjeként Bajorországba került, 1952 után Münchenben élt. Kőszegi Ákos néven 1952 és 1974 között a Szabad Európa Rádió munkatársa volt. 1962-ben a Müncheni Magyar Intézet egyik alapítója és első igazgatója volt. A hazai szakmai közéletbe az 1970-es évektől Magyarországon is megjelenő publikációival, az 1980-as évektől pedig személyesen is bekapcsolódott. 1990-ben az Eötvös Loránd Tudományegyetem díszdoktorrá avatta. A badacsonyi Szent Donát kápolnában temették el.

## Munkássága
Főleg a középkorral foglalkozott (disszertáció: A művész a korai középkorban, summa cum laude). A magyarok eredetéről, a magyar történelemről, a Szent Koronáról, István királyról, középkori művészetünkről közölt fontos tanulmányokat magyar, német és francia nyelven. Zalai munkája során kezdett foglalkozni a megye és környéke középkori építészeti emlékeivel, ma is alapvetőnek számító tanulmányokat adott közre a nagykapornaki, a kallósdi templomról, a jáki apátsági templomról, a zalaháshágyi timpanonról stb.

## Művei, írásai
- A művész a korai középkorban, Budapest, 1932.
- A jáki apátsági templom és Szent Jakab kápolna, Szombathely, 1944.
- Kép és látomás. Fejezet a magyar romantika történetéből, Köln, 1962.
- Bayern und die Kunst Ungarns, München, 1964.
- Stephanus Rex, Wien, 1975, Budapest, Ecclesia Kiadó, 1988, ISBN 9633634970
- A Szentkorona, mint a magyar történelem forrása és szereplője, Zürich, 1984.
- Magyarország története távlatból, Budapest, 1993.
- A szentmihályfai templom Magyar Mérnök és Építészegylet Közlönye LXXXI/1937/30-35.
- Két Árpád-kori timpanondombormű Zala megyéből - Technika, 1941/225-229.
- A Szentkorona, mint a magyar történelem forrása és szereplője, München, Herp, 1983